# Petinomys setosus
Petinomys setosus е вид бозайник от семейство Катерицови (Sciuridae). Видът е световно застрашен, със статут Уязвим.